# Parc Chauveau
Le parc Chauveau est l’un des 13 secteurs du parc linéaire de la Rivière-Saint-Charles, situé à Québec le long de la rivière Saint-Charles. Il est l'un des plus grands espaces verts de la ville avec une superficie de 146 hectares.

## Installations

### Stade de soccer couvert
La ville de Québec a fait construire un stade de soccer couvert. Le coût de ce stade en ossature de bois est évalué à 18 millions. Il est inauguré le 9 novembre 2009. La clientèle visé sont les membres de l'ASRQ (Association Régionale de Soccer du Québec Métropolitain).  Ce stade habite les bureaux de l'ARSQ et du club de soccer des Rivières de Québec (CRSQ).